# Nur Mohammad Taraki
Nur Mohammad Taraki (paszto: نور محمد ترکی) (ur. 15 lipca 1917, zm. 14 września 1979) – afgański polityk komunistyczny i pisarz tworzący w języku paszto, prezydent i premier Afganistanu w latach 1978–1979.

## Życiorys

### Wczesne życie i kariera
Urodził się w dniu 15 lipca 1917 roku w chłopskiej rodzinie pasztuńskiego plemienia Ghilzajów. Był najstarszym z trojga dzieci. Uczęszczał do wiejskiej szkoły w Nawie. W 1932 roku, w wieku 15 lat wyjechał do pracy w porcie w mieście Bombaj w Indiach. Na miejscu poznał pochodzącego z Kandaharu handlowca, który zatrudnił go jako urzędnika w Pasztuńskiej Kompanii Handlowej. Do pierwszego spotkania Tarakiego z komunizmem doszło w trakcie organizowanych w nocy spotkań Komunistycznej Partii Indii. Wrażenie na Tarakim zrobiły dyskusje na temat sprawiedliwości społecznej i wartości komunistycznych. Kolejnym ważnym wydarzeniem było jego spotkanie z liderem pasztuńskich nacjonalistów i lidera Ruchu Czerwonych Koszul, Khanem Abdul Ghaffar Khanem, który osobiście był wielbicielem twórczości Włodzimierza Lenina.
W 1937 rozpoczął pracę dla ministra gospodarki, Abdul Madżida Zabulego, dzięki któremu poznał kilku Rosjan. Później Taraki został zastępcą szefa Agencji Prasowej Bachtrar i stał się znany w całym kraju jako autor i poeta. Jego najbardziej znana książka, Dy Bang Mosaferi, dotyczyła trudności społeczno-gospodarczych, przed którymi stali afgańscy robotnicy i chłopi. Jego prace zostały przetłumaczone na język rosyjski w Związku Radzieckim, gdzie jego praca była postrzegana jako urzeczywistniająca tematy socjalizmu naukowego. Rząd radziecki okrzyknął go jako „afgańskiego Maksima Gorkiego”. W dniu swojej wizyty w ZSRR został powitany przez szefa Międzynarodowego Departamentu Komitetu Centralnego, Borysa Ponamoriowa i innych członków Komunistycznej Partii Związku Radzieckiego.
Pod rządami premiera Mohammada Daud Chana powszechne było tłumienie środowisk radykalnych. Jednak ze względu na jego umiejętności językowe, Taraki w 1952 roku został wysłany do ambasady Afganistanu w Stanach Zjednoczonych. W ciągu kilku miesięcy Taraki zaczął potępiać afgański rząd pod wodzą króla Mohammeda Zaher Szaha i oskarżył go o bycie autokratycznym i dyktatorskim. Jego wypowiedzenie lojalności rządowi Afganistanu przyniosło mu wiele rozgłosu w Stanach Zjednoczonych. Przyciągnęło również niekorzystną uwagę władz, przez co musiał on wrócić do domu, rząd powstrzymał się jednak od umieszczenia go w areszcie. Po krótkim okresie bezrobocia Taraki zaczął pracować dla misji amerykańskiej w Kabulu jako tłumacz. Rzucił tę pracę w 1958 roku i założył własną firmę tłumaczeniową, biuro tłumaczeń Nur. Pracę zakończył w 1963 roku i skupił się na utworzeniu Ludowo-Demokratycznej Partii Afganistanu.

Sztandar partyjny Ludowo-Demokratycznej Partii Afganistanu

Na zjeździe założycielskim L-DPA, który odbył się w jego domu, wygrał wybory na sekretarza generalnego. Jego kontrkandydatem był Babrak Karmal. 1 stycznia 1965 roku Karmal został mianowany drugim sekretarzem. Startował jako kandydat L-DPA podczas wyborów parlamentarnych we wrześniu 1965 jednak nie zdobył miejsca. Krótko po wyborach uruchomił pierwszą poważną gazetę lewicową w Afganistanie, „Chalk”. Gazeta w ciągu miesiąca od pierwszego druku została zakazana przez rząd. W 1967 roku, niecałe dwa lata po powstaniu, L-DPA podzieliła się na dwie fakcje. Największa z nich Chalk była prowadzona przez Tarakiego natomiast Parczam przez Karmala. Różnice między nimi były ideologiczne, Taraki wspierał utworzenie państwa zbliżonego do modelu leninowskiego, Karmal chciał natomiast utworzenia „szerokiego frontu demokratycznego”. Członkowie radykalnego „Chalku” byli zwolennikami jak najszybszych przeobrażeń, zmierzających do likwidacji zacofania kraju. „Parczam” proponował przeprowadzenie zmian i reform w sposób mniej radykalny. Niemniej jednak „Parczam” wykazywał większą podatność na sugestie polityczne nadchodzące z Moskwy.
19 kwietnia 1978 roku zamordowany został wybitny lewicowiec Mir Akbar Chajbar. Za mord odpowiedzialny był rząd Mohammada Daud Chana. Jego śmierć posłużyła jako moment zjednoczenia się dla prokomunistycznych Afgańczyków. Obawiając się zamachu stanu, Daud Chan zarządził aresztowanie niektórych przywódców partii, w tym Tarakiego i Karmala, podczas gdy innych m.in. Hafizullaha Amina, umieścił w areszcie domowym. W dniu 27 kwietnia 1978 wybuchła rewolucja kwietniowa. Daud Chan został zabity przez puczystów. Po przewrocie Taraki objął funkcję przewodniczącego Rady Rewolucyjnej Afganistanu, szefa państwa i premiera. Kraj został przemianowany na Demokratyczną Republikę Afganistanu, system ten utrzymał się do kwietnia 1992 roku.

### Prezydencja
Początkowo Taraki utworzył rząd, który składał się z dwóch przedstawicieli Parczam i dwóch przedstawicieli Chalk. Karmal został zastępcą przewodniczącego Prezydium Rady Rewolucyjnej, natomiast Amin ministrem spraw zagranicznych i wicepremierem. Szybko doszło do problemów wewnętrznych i kilku wpływowych przedstawicieli Chalk zostało oskarżonych o spiskowanie z frakcją Parczam przeciwko Tarakiemu. Chalk pozbył się więc kilku najbardziej prominentnych członków frakcji Parczam poprzez wysłanie ich za granicę. Karmal został ambasadorem w Czechosłowacji, a Mohammad Nadżibullah w Iranie. Walka nie ograniczyła się do zwolenników Chalk i Parczam, doszło do osobistej walki Tarakiego i Amina, którzy walczyli o kontrolę nad własną frakcją.
Karmal został odwołany z Czechosłowacji, jednak nie powrócił do kraju i nawiązał kontakt ze swoją przyjaciółką i byłą ambasador w Jugosławii, Anahitą Ratebzad. Za Karmalem opowiedział się Nadżibullah. W konsekwencji Taraki pozbawił ich wszystkich oficjalnych tytułów i władzy politycznej.

#### Reformy

##### Rolna
1 stycznia 1979 roku rząd zainicjował reformę rolną, która próbowała ograniczyć areał ziemi będącej własnością feudałów. Ci, których posiadłości przekroczyły limit powierzchni musieli bez rekompensaty oddawać ją w ręce rządu. Afgańskie przywództwo wierzyło, że reforma spotka się z uznaniem wśród mieszkańców wsi i osłabi władzę arystokratów. Reforma została uznana za zakończoną w połowie 1979 roku, a rząd ogłosił, że 665 tysięcy hektarów (około 1 632 500 akrów) zostało podzielonych. Rząd oświadczył również, że tylko 40 000 rodzin, lub 4 procent populacji, zostało negatywnie dotkniętych przez reformę rolną.
Wbrew oczekiwaniom rządu reforma nie okazała się zbyt wydajna ani nie spotkała się z większym uznaniem – wręcz przeciwnie reforma doprowadziła do wzrostu niezadowolenia wśród Afgańczyków. Po obserwacji stopnia niepopularności reformy, Taraki szybko porzucił tę politykę. Reforma rolna w późniejszym czasie na nowo realizowano była przez Karmala, stopień reformy Karmala jest jednak niejasny.

##### Inne
Kilka miesięcy po zamachu stanu, Taraki i inni przywódcy zaczęli wdrażać inne, radykalnie marksistowskie reformy. Kwestionowały one zarówno tradycyjne wartości, jak i ugruntowane struktury władzy na obszarach wiejskich. Rząd wprowadził do życia politycznego kobiety i położył kres przymusowym małżeństwom. Jako że naród afgański był głęboko islamski i religijny, reformy nie zostały skutecznie wprowadzone w całym kraju. Reformy te zwiększyły opór części Afgańczyków wobec rządu. Siła oporu względem reform doprowadziła w końcu do wojny domowej.
Opierając się na poprzednich działaniach Mohammada Daud Chana, stworzył program alfabetyzacji wsparty przez UNESCO. Plan zakładał wyeliminowanie analfabetyzmu w ciągu 20 lat. Rząd następnie zmniejszył okres przejściowy z 20 do czterech lat, co w obliczu braku nauczycieli było mało możliwe. Plan po późniejszej interwencji radzieckiej został wydłużony do lat siedmiu.

#### Relacje ze Związkiem Radzieckim
Wprowadzony pod jego przewodnictwem ustrój socjalistyczny spotkał się z dużym sprzeciwem w Afganistanie, a po wezwaniu przez mułłów do świętej wojny, powstańcy szybko opanowali większość terytorium kraju. Zwrócił się wówczas o wsparcie ZSRR, a we wrześniu 1979 został podjęty przez Breżniewa na Kremlu. Moskwa dostarczała jego rządowi broni, sprzętu wojskowego i doradców wojskowych, początkowo nie zakładając interwencji zbrojnej.
5 grudnia 1978 podpisał traktat o dwudziestoletniej przyjaźni z ZSRR. Traktat znacznie poszerzył wsparcie ZSRR dla jego rządu. Po islamskim powstaniu w Heracie, Taraki skontaktował się z radzieckim premierem Aleksiejem Kosyginem i poprosił o praktycznie i techniczne szkolenie żołnierzy oraz dostawy uzbrojenia. Kosygin odrzucił jego prośbę tak jak i kolejne zabiegi Tarakiego o uzyskanie pomocy wojskowej. Taraki zwrócił się więc o pomoc do sekretarza generalnego KPZR i radzieckiej głowy państwa, Leonida Breżniewa. Breżniew ostrzegł go twierdząc, że radziecka pomoc źle wpłynie na sytuację w Afganistanie i relacje ZSRR z jego dotychczasowymi rywalami. Breżniew poradził Tarakiemu złagodzić radykalne reformy społeczne i szukać szerszego poparcia dla jego rządu wewnątrz kraju.
W 1979 roku wziął udział w konferencji Ruchu Państw Niezaangażowanych w Hawanie na Kubie. 20 marca w drodze powrotnej spotkał się z Breżniewem, ministrem spraw zagranicznych Andriejem Gromyką i innymi funkcjonariuszami radzieckimi. Być może na posiedzeniu obecny był Karmal i doszło wówczas do próby pogodzenia Amina i Tarakiego. Na spotkaniu udało mu się wynegocjować pewne radzieckie wsparcie, w tym wysłanie doradców i specjalistów cywilnych oraz wojskowych. Tanio sprzedawano też Afganistanowi sprzęt wojskowy (25 procent zniżki od ceny pierwotnej). Sowieci nie byli jednak zadowoleni z rozwoju sytuacji w Afganistanie i Breżniew naciskał na Tarakiego, aby ten zbudował w partii jedność. Pomimo osiągnięcia tego porozumienia, Sowieci nadal niechętnie interweniowali w Afganistanie i wielokrotnie odmawiali dalszej pomocy zarówno w okresie rządów Tarakiego, jak i później, w okresie krótkich rządów Amina.

#### Relacje z Aminem
W pierwszych miesiącach po rewolucji, Hafizullah Amin i Taraki pozostawali w bardzo bliskich relacjach. Amin określał Tarakiego mianem m.in. „wielkiego myśliciela”, „gwiazdy wschodu” i „wielkiego lidera” a sam Amin określany był przez Tarakiego jako „prawdziwy uczeń i student”. Amin w późniejszym czasie stwierdził, że stworzył potwora który zbudował kult jednostki porównywalny do kultu Kim Ir Sena. Zdaniem Amina, Taraki stał się zbyt pewny siebie. Walka między Tarakim a Aminem początkowo dotyczyła zwierzchnictwa nad Afgańską Armią Narodową. W tym samym roku Taraki oskarżył Amina o nepotyzm po tym, gdy ten mianował kilku członków rodziny na stanowiska rządowe.
W walce z Aminem mógł liczyć na wsparcie czterech wybitnych oficerów: Aslama Watandżara, Mohammada Gulabzoja, Szerdżana Mazdorjara i Asadullaha Sarwariego. Ci ludzie dołączyli do L-DPA nie z powodów ideologicznych, lecz ze względu na wysokie ambicje polityczne. Rozwinął również ścisłą współpracę z radzieckim ambasadorem w Afganistanie, Aleksandrem Puzanowem, który był niechętny Aminowi. Po powstaniu w Heracie 17 marca 1979 roku, Biuro Polityczne partii i Rada Rewolucyjna wybrały Tarakiego na Dowódcę Rady Obrony Ojczyzny, a jego zastępcą został Amin. W tym samym czasie, Taraki opuścił posadę prezesa Rady Ministrów, a Amin został wybrany na jego następcę. Nowa pozycja Amina zaproponowała mu mało realny wpływ na sytuację w państwie, jednakże jako prezes Rady Ministrów, Amin miał prawo do wyboru każdego członka gabinetu, ale każdy z nich musiał być zatwierdzony przez głowę państwa, a więc Tarakiego. W rezultacie Taraki odsunął Amina od armii i osłabił jego bazę polityczną.
Podczas wizyty na konferencji Ruchu Państw Niezaangażowanych, Taraki otrzymał raport wywiadu, wedle którego Amin planował jego aresztowanie lub zabicie. Raport ten, jak się później okazało, był błędny. Po zapoznaniu się z raportem Taraki nakazał wyeliminować Amina fizycznie. Amin dowiedział się o planowanym zamachu i schronił się w ambasadzie ZSRR.
Wkrótce sam Taraki został zamordowany na polecenie swojego zastępcy Hafizullaha Amina. Przywiązano go ręcznikiem do łóżka, a następnie uduszono poduszką. Konwulsje trwały piętnaście minut.
Jego dorobek pisarski to realistyczne powieści i opowiadania z życia wsi afgańskiej, m.in. Dy Bang Mosaferi (1958) i Zara (1962).